# Бачата (танец)
Бача́та (исп. bachata) — танец родом из Доминиканской Республики, получивший также широкое распространение в латиноамериканских странах Карибского бассейна.
Бачата как музыкальный жанр разнообразна. Очень сложно выделить какие-то стили достаточно чётким образом.
По территориальному признаку существуют исторически сформировавшиеся два направления бачаты:
- доминиканская бачата — которая характеризуется более простыми с точки зрения техники движениями ног и более родственной танцу меренге;
- бачата модерна — более современная, получившая влияние европейских стран. В свою очередь, делится на ряд подстилей — сунсуаль, тач и другие.

На сегодня часто возникает множество теорий о дополнительном разделении танца с точки зрения стилизации. Однако не все из таких теорий до конца подтверждаются чётким отличием с точки зрения описания техники танца и отличий в хореографии движений, а фактически являются попыткой коммерциализации бачаты школами танцев.

## Техника танца
Все вариации бачаты имеют схожую технику: четыре приставных шага с акцентом на последний. Основное положение в танце — закрытая позиция и тесный контакт с партнёром. Точки контроля партнёрши две: внутренняя часть таза партнёрши плотно контактирует с правой ногой партнёра и кисть партнёра, находящаяся в районе поясничного отдела, которая контролирует и направляет партнёршу.
Партнёры танцуют на очень близком расстоянии друг от друга, совершая также лёгкие круговые движения сцепленными в замок руками. Главная цель в танце — тесный контакт с партнёром, поэтому поворотов очень мало, но довольно часто используются боковые проходы и «перекидывание» дамы из стороны в сторону.
Техника доминиканской бачаты имеет близкую родственную связь с меренге. Допустимо упрощение шагов и акцента на четвёртый счёт вплоть до того, что акцент полностью убирается и вместо него делается обычный шаг.
В колумбийской бачате акцент на четвёртый счёт является необходимым фактором, который не может быть проигнорирован. В момент акцента происходит движение тазом по спирали в направлении наверх-вперед и обратно назад-вниз, допустимо упрощение движения до тепа носком (при этом перенос веса на носок отсутствует).

## Разновидности

### Чувственный
Чувственный танцевальный стиль был создан Корке Эскалона и Джудит Кордеро в Испании.
Корке изучил основы традиционной бачаты, которую танцевали на западе в 1998 году, но не обладая дополнительной информацией, кроме основных шагов (четыре шага в сторону) и вдохновлённый музыкой бачата, он начал развивать свой собственный танцевальный стиль, вдохновлённый современными и бразильскими танцами зук, понимая как лидер (традиционно мужчина) мог вести тело партнёра (традиционно женщины), чтобы интерпретировать музыку. Результатом является новая, независимая форма танца со строгими принципами ведения и следования, в основном с круговыми движениями и волнами тела, но также с наклонами, когда танцоры чувствуют, что музыка требует этого.
К родственным видам танца относится также Кизомба; по одной из версий, на создание чувственного танцевального стиля Корке Эскалона вдохновлялся племенем яномами.

## Конкурсы и фестивали по бачате

### Фестивали в Австралии
Фестивали в Австралии:
- «Australian Bachata Championships» — конкурс по бачате, (Австралия).

### Фестивали в Европе
Фестивали в Европе:
- «Das Bachata» — крупнейший конкурс по бачате на территории Европы, (Украина)[8][9][10][11].
- «Paris Bachata Festival» — фестиваль бачаты (Франция).
- «SOL Latina Festival» — фестиваль латиноамериканских танцев (Болгария).
- Bachata Festival Munich.
- Bachata Festival Hamburg.
- Hot Winter in Siberia — крупномасштабный фестиваль по социальным танцам: сальса, бачата, кизомба… (Россия).

### Фестивали на американском континенте
Фестивали на американском континенте:
- «Toronto Bachata Festival» — фестиваль бачаты (Канада).
- Bachata Festival Dominicana.